# Andy Holt (cầu thủ bóng đá thập niên 1920)
Arnold Andrew Holt là một cầu thủ bóng đá người Anh vào thập niên 1920.
Sinh ra ở Sheffield, ông gia nhập Gillingham từ Chesterfield Municipal vào tháng 8 năm 1920 và có 6 lần ra sân cho câu lạc bộ tại Football League. Ông rời đi để gia nhập Mansfield Town vào tháng 11 năm 1920.